# دانيال باريت
دانيال باريت (بالإنجليزية: Daniel Barrett)‏ هو لاعب كرة قدم بريطاني، ولد في 25 سبتمبر 1980 في برادفورد في المملكة المتحدة. لعب مع نادي تشيسترفيلد.

## وصلات خارجية
- دانيال باريت على موقع Soccerbase.com (لاعب) (الإنجليزية)